# Det började med min mamma
Det började med min mamma (franska: Ma mère, Dieu et Sylvie Vartan) är en fransk dramafilm från 2025. Filmen, som är baserad på verkliga händelser, är regisserad av Ken Scott som även skrivit filmens manus. Filmen hade biopremiär i Sverige den 4 april 2025.

## Handling
Filmen utspelar sig i 1960-talets Paris och handlar om en sexbarnsmamma som vägrar acceptera en medicinsk diagnos som säger att hennes son aldrig kommer att kunna gå.

## Rollista (i urval)
- Leïla Bekhti – Esther Perez
- Jonathan Cohen – Roland Perez
- Joséphine Japy – Litzie Gozlan
- Jeanne Balibar – Madame Fleury
- Sylvie Vartan – sig själv
- Milo Machado-Graner – Jacques